# Le Mort qui tue (pel·lícula de 1913)
Le Mort qui tue és una pel·lícula de Louis Feuillade, estrenada el 1913. Aquesta és la tercera d'una sèrie de 5 pel·lícules. La seguiran Fantômas contre Fantômas i Le Faux Magistrat el 1914.

## Sinopsi
Les aventures de Fantômas que es divertirà enganyant l'inspector Juve, aquesta vegada gràcies a les empremtes dactilars d'un home que va assassinar, arrencant-se la pell de les mans i cobrint-les com uns guants durant les seves feines.

## Repartiment

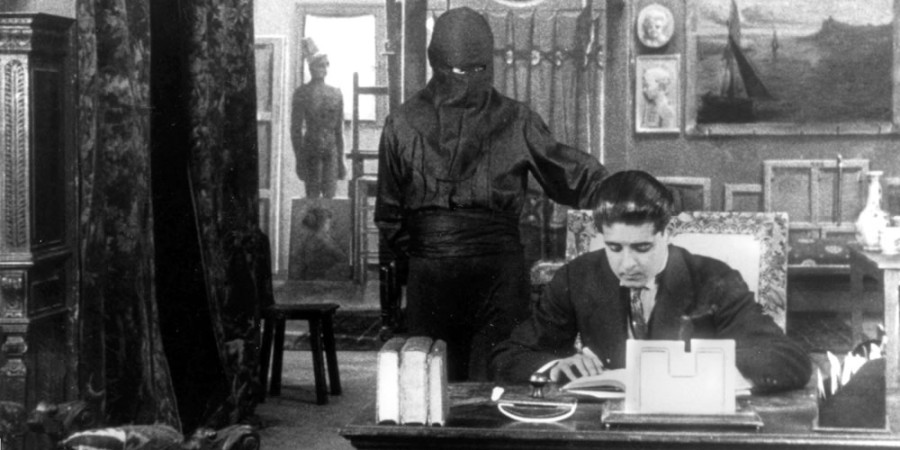
Fantômas es prepara per comprometre el pintor Jacques Dollon en l'assassinat de la baronessa de Vibray.
Fotograma del film.

- Georges Melchior : Jérôme Fandor, periodista
- René Navarre : Fantômas / El banquer Barbey-Nanteuil
- Edmond Bréon : L'inspector Juve / el bandit Crânajour
- Renée Carl : Lady Beltham
- Jane Faber : Princesa Danidoff
- Naudier : El guàrdia Nibet
- Yvette Andréyor : Joséphine
- André Luguet : Jacques Dollon, pintor, "le mort qui tue"
- Luitz-Morat : El sucrer Thomery
- Fabienne Fabrèges : Élisabeth Dollon